# Ross Geller
Dr. Ross Eustace Geller es un personaje ficticio en la serie de TV estadounidense Friends (1994-2004), interpretado por David Schwimmer. Se destaca por ser racional, intelectual y a la vez algo torpe pero tierno y amable.

## Antecedentes

### Guion
La primera línea de Ross en el show fue un depresivo "Hola", que se convirtió en un lema para él en las siguientes temporadas. Es introducido estando en un proceso de divorcio con Carol, su esposa, después de descubrir que es lesbiana. Su última línea en la serie fue dirigida hacia Monica, después de que ella mencionó un detalle incómodo sobre su pasado: "¿Te das cuenta de que pasaron casi veinte años sin que nadie lo supiera?"

### Información general
Ross es un paleontólogo y tiene un doctorado, a menudo refiriéndose a sí mismo como "Dr. Geller" o "Dr. R. Geller". Ross es destacado por ser inteligente, ingenioso, y un tanto artístico, mostrando un interés en el Museo Metropólitano de Arte cuando él le enseña a Joey Tribbiani la obra de Monet, cuando Joey trata de impresionar a una cita en el episodio de la novena temporada "The One With The Fertility Test". Ross está enamorado de Rachel Green desde la escuela secundaria, aunque él se unió al club "Odio a Rachel Green" con su amigo Will Colbert (interpretado por Brad Pitt, marido en ese momento de Jennifer Aniston), quién odiaba a Rachel ya que ella solía molestarlo, mencionado en "The One with the Rumor".

### Familia
Nacido y criado en Long Island, Nueva York, Ross es el hermano mayor de Monica Geller, y es con frecuencia mostrado como el favorito de sus padres. Los dos hermanos son extremadamente competitivos, esto es demostrado en "The One with the Football", dónde se puso de manifiesto que cada Día de Acción de Gracias durante su infancia hacían un partido de fútbol americano llamado "La copa Geller". Esta tradición familiar terminó en su sexto año, después de que Monica le rompiera la nariz a Ross. En su niñez, Monica y Ross eran muy violentos entre sí. Por ejemplo, en "The One with the Inappropriate Sister", le dicen a Rachel que solían luchar cuando eran jóvenes. Ross y Monica son medio judíos, pero se identifican como mínimo en culturas judías, con Ross tomando un papel más activo en querer enseñar a su hijo sobre la fe, mientras es revelado en "The One with the Holiday Armadillo."

## Amigos
Ross a menudo tiene conflictos con su amiga cercana Phoebe Buffay. Su racionalidad y las creencias de Phoebe lo llevan a conflictos sobre las teorías de Evolución, Gravedad y si la madre de Phoebe se reencarnó en un gato. Se reveló en "The One with the Mugging" que Phoebe una vez asaltó a Ross durante sus años sin hogar (robando una copia de la historieta Science Boy, que Ross había creado). Después de que Ross descubre que su primera esposa, Carol, es lesbiana, él y Phoebe casi tienen sexo en el bar que se convertiría en el Central Perk, pero fueron interrumpidos por sus amigos. 
Ross a veces describe a Chandler Bing como su mejor amigo. Él es mostrado por tener viejos recuerdos en una banda con Chandler llamada "Way, No Way", y también lo culpó cuando casi fue atrapado fumando marihuana. Ross es también cercano a Joey Tribbiani y también ayuda a Joey con audiciones de películas y teatros. Él besó a Joey una vez cuando Joey necesitaba practicar un papel como un hombre gay. También trataron de sacar a Chandler de su grupo de amistad después de que él los ignora en "The One with the Ring". Hacia el final de la serie, sin embargo, Ross y Joey se ven amigos más cercanos, y son vistos saliendo juntos después de que Chandler se casa. En un momento, Ross le dice a Rachel Green que Joey es su mejor amigo, a lo que Rachel responde, "¿en serio? ¿Pensé que Chandler era tú mejor amigo?" Ross comenzó explicando, "Bueno, Chandler es mi amigo más viejo", pero luego se niega a discutirlo más a fondo. 

### Marcel
Después de su divorcio con Carol, Ross adopta a un mono capuchino llamado Marcel. Su relación era similar a la de una pareja que vivían juntos. El deseo sexual de Marcel finalmente obliga a Ross a donarlo al zoológico de San Diego. Ross más tarde descubre que Marcel se ha convertido en una mascota famosa por una cerveza nueva llamada "Monkey Shine", y aparece en Outbreak 2: The Virus Takes Manhattan. La canción favorita de Marcel es "The Lion Sleeps Tonight". Más tarde en la serie, Ross admite lo inusual que fue su compra, diciendo en "The One With Unagi", "Recuerdas cuando tenía un mono...¿en qué estaba pensando?"

### Karate
Se dice que Ross es un ex practicante de karate. Es una broma cuando él pronuncia "ka raa tay", a lo que los demás se burlan de él. En "The One With Unagi", él afirma que Unagi es un estado de conciencia total, a pesar de que sus amigos repetidamente le dicen (correctamente) que unagie es un anguila de agua dulce japonés. Él se burla de la clase de defensa personal a la que van Rachel y Phoebe y Ross las sorprende. En "The One That Could Have Been", Ross todavía sigue practicando karate. También en un episodio antes de que Monica y Chandler se casen, Ross promete "pegarle a Chandler" si le hacía algo a Monica lo que causó que Chandler y las chicas se rían histéricamente. En el episodio siguiente, él intenta golpear a Chandler gritando "¡Hee-Yah!" a lo que otra vez es burlado. Ross muestra ser un luchador después de pelear con un asaltante (fuera de la pantalla) mientras les robaba a Ross, Chandler y dos matones las pertenencias personales. También trató de golpear a Joey después de haberle (aparentemente) pedido matrimonio a Rachel y no haberle dicho, sin embargo, Ross se golpea en un poste de luz que está en el Central Perk.

### Apartamento
En las temporadas uno a cuatro, Ross vive en el mismo apartamento. En la temporada cinco, él se muda de su viejo apartamento antes de casarse con su segunda esposa. Cuando la relación termina al poco tiempo del matrimonio, él pasa un corto periodo viviendo con Chandler y Joey antes de encontrar un apartamento enfrente del de Mónica que pertenecía al 'tipo feo desnudo'. Ross se las arregló para obtener éste apartamento encontrándose con el desnudo que fue visto por todos los otros amigos. La serie nunca aclaró si era un apartamento de una habitación o de dos, aunque Rachel se muda temporalmente en las temporadas 8-9 para dejar que Ross esté con su bebé. En el episodio final, Ross afirmó ser el único amigo que nunca ha vivido con Mónica en el apartamento en la serie, sin embargo, Mónica responde diciendo la historia de Ross viviendo allí con su Abuela cuando trataba de ser un bailarín de ballet, haciendo que Ross diga, "¿Te das cuenta de que no hemos hablado de ello en casi diez?"

## Personalidad
Aunque en general tiene un carácter dulce, es a menudo socialmente torpe. Ross a veces es mostrado por tener un buen sentido del humor. Es el único miembro del grupo de amigos con un doctorado, y, puede ser arrogante. En la mayoría de los casos su arrogancia le hace fracasar o saca lo mejor de él. En temporadas posteriores, Ross es mostrado por ser muy irritable, a menudo estallando de rabia por cosas sin importancia. Por ejemplo, en "The One With Ross's Sandwich", Ross es obligado a coger un año sabático después de gritarle a su jefe por comerse su bocadillo. También destaca su actitud poco profesional cuando empieza a salir con una de sus alumnas.
Ross sale con un número considerable de mujeres a través de la serie. La mayoría de las citas fueron interrumpidas o completamente arruinadas por su paranoia o por ser un cretino. Su matrimonio sin éxito con Carol también es una fuente de la inseguridad feroz de Ross. 
Mónica dice que antes de que Carol dejara a Ross él nunca estuvo celoso, aunque era obvio para todos excepto para él que todas sus novias anteriores lo engañaron. Su inseguridad a menudo causa conflictos en sus relaciones, y hace que Rachel se aleje de él, después de que él se convenciera de que el compañero de trabajo de Rachel, Mark, estaba coqueteando con ella, a pesar de que Rachel dejó bien en claro que eran solamente amigos. Su relación con Rachel  termina cuando Ross se acuesta con una mujer llamada Chloe. Su aprensión también se demostró durante su relación con Emily Waltham, cuando él temía que ella se estaba acercando mucho a la pareja de Carol, Susan; así mismo cuando salió con la estudiante Elizabeth Stevens, y en última instancia la acompaña en sus vacaciones de primavera para asegurar que no pase nada malo.
A pesar de su estabilidad financiera, Ross es notablemente tacaño. Se corta el pelo en "Super Cuts", roba artículos de tocador y otros servicios de los hoteles y celebra con champán israelí. Ross es a menudo burlado por sus amigos por sus hábitos molestos de corregir la gramática de la gente y evitar el diálogo directo cuando está nervioso.
En el episodio The One where Chandler doesn't like dogs, Ross admite que no le gusta el helado por la sensación que le produce en los dientes.

## Relaciones
Los tres divorcios de Ross fueron una broma continua durante todo el show. Él dice que él ama "estar muy comprometido con alguien de esa forma," y se muestra tener un entusiasmo sin límites por proponer matrimonio.

### Carol
Ross se divorció de su primera esposa, Carol, a los ocho años de matrimonio, cuando ella revela que es lesbiana y está teniendo un romance con Susan Bunch, a quien conoció en el gimnasio. Usualmente se llevan bien, y comparten la custodia de su hijo, Ben, quién nació en "The One with the Birth" - uno de los episodios finales de la primera temporada. Ross y Carol afirman haber estado casados en 1989, cuando Ross tenía 21, y fue ella con quien perdió la virginidad. Él le dijo a su segunda esposa, Emily, que él ya salía con Carol cuatro años antes de casarse.
En una historia alternativa, durante el show ("The One That Could Have Been, Part 1"), Ross sigue casado con Carol, pero su vida sexual se ha estancado. No dándose cuenta de que ella es lesbiana, Ross le sugiere a Carol tener un trío, lo que termina involucrando a Susan. Ross dijo que terminó siendo para una pareja. Más tarde, Ross es obligado a aceptar que su esposa es lesbiana y termina consolando a Rachel después de que descubrió que su esposo, Barry, está teniendo un romance con una paseante de perros del vecindario.

### Julie
Mientras que en China, Ross se reúne con Julie (Lauren Tom), una vieja colega de la escuela de posgrado. Aparece por primera vez en la escena final del final de la temporada 1. Empiezan a salir en la Temporada 2, pero rompen después de que Ross descubre los sentimientos de Rachel para él y él decide que quiere estar con ella en su lugar.

### Emily
Durante la temporada 4, Ross se casa con su novia británica Emily Waltham (interpretada por Helen Baxendale), en Londres. En la ceremonia, Ross dice el nombre de Rachel en lugar de Emily durante los votos. Esto lleva a una ruptura en la relación. Ross intenta reconciliarse con Emily, pero ella insiste en que Ross corte todo contacto con Rachel; cuando Ross no lo puede cumplir, se divorcian. Ella más tarde se compromete con alguien pero llama a Ross para decirle que está teniendo dudas sobre casarse. Rachel accidentalmente elimina el mensaje y convence a Ross en no llamarla.

### Rachel
Ross ha estado enamorado de Rachel Green durante sus días de escuela secundaria, cuando él estaba en la universidad y Rachel era la mejor amiga de Monica. A lo largo de la mayor parte de la temporada 1, Ross trata de admitir sus sentimientos a Rachel pero nunca tiene éxito. Al final de la temporada, Chandler convence a Ross de que deje de perseguirla. Ross se va a un viaje de negocios, y mientras él se va Rachel finalmente descubre los sentimientos de Ross.
Ella se encuentra con Ross en el aeropuerto, pero Ross llega con una nueva novia, Julie. Ross descubre como se siente Rachel en "The One Where Ross Finds Out", y se besan. Los dos quedan juntos en "The One with the Prom Video", y su relación dura un año hasta que los celos de Ross sobre un compañero de trabajo de Rachel, Mark, los aleja. Creyendo que "estaban en un descanso", Ross se emborracha y se acuesta con una mujer llamada Chloe (Angela Featherstone). Cuando Rachel lo descubre, ella rompe con Ross. La escena fue tan emocionalmente intensa que David Schwimmer y Jennifer Aniston casi lloran al final del episodio y continuaron después de que fuera grabado.
Los dos comparten una relación de "subida y bajada" por el resto de la serie y se casan después de emborracharse una noche en Las Vegas. Cuando no pueden conseguir la anulación, Ross se divorcia por tercera vez. Más tarde en la serie, se acuestan juntos y conciben a la segunda hija de Ross, Emma. Ross y Rachel más adelante crían juntos a Emma hasta que una pelea causa que Rachel se mude con Joey.
En los episodios finales de la temporada, Rachel pierde su trabajo en Ralph Lauren pero le ofrecen un trabajo en Louis Vuitton en París. Rachel le dice a Ross que él es la persona más importante en su vida, y se acuestan juntos. Ross, esperando a la mañana siguiente volver con Rachel en «El último», descubre que Rachel vio la noche como "la mejor manera para despedirse". Cuando Ross se apura al aeropuerto para decirle a Rachel que quiere que se quede, Rachel está emocionalmente abrumada, pero se sube al avión de todas maneras. Al regresar a su apartamento, Ross escucha un mensaje en el teléfono dejado por Rachel mientras ella esperaba que el avión despegara. Mientras graba el mensaje, se da cuenta de cuanto lo ama y se quiere quedar en Nueva York. La parte final del mensaje contiene su desesperado intento para bajar del avión que es resistido por una asistente de vuelo. Ross, sin saber que ella pudo bajar del avión, es sorprendido felizmente por su presencia en la puerta. La pareja se besa, prometiéndose que "esto es todo. No más juegos." Se agarran de las manos en la escena final de la serie. En el estreno de temporada del spin-off Joey, Joey menciona que todos sus amigos se han casado, se han establecido y han comenzado a tener familias, implicando que Ross y Rachel se hayan vuelto a casar.

### Charlie
Al final de la novena temporada, cuando Ross invita a toda la pandilla a Barbados por unas conferencias que tiene que dar, Joey rompe con su novia Charlie (Aisha Tyler) y luego empieza una con Rachel. Ross la conoció unos meses atrás cuando por trabajo le enseñó la ciudad de Nueva York. Charlie le confiesa a Ross que una de las razones por las que rompió con Joey fue porque estaba teniendo sentimientos por Ross. Luego al principio de la última temporada estaban a punto de acostarse juntos cuando Ross siente que necesita el permiso de Joey antes de que cualquier cosa pasara. Chandler, Mónica, y Phoebe, quienes escuchaban a través de las paredes, se dieron cuenta de que Joey estaba con Rachel y le dicen a Joey que debería pedirle permiso a Ross primero. En el avión de regreso Ross le pide permiso a Joey y este le dice que sí solo para que él le diga que sí con Rachel, pero cuando le iba a decir eso Ross lo interrumpió diciendo que se volvió su mejor amigo y se le olvidó. Más tarde, de vuelta en Nueva York, Ross los descubre besándose pero dice que el está bien con eso y los invita a una cita doble con Charlie. En esta cita doble Ross se emboracha y dice un montón de estupideces. Más tarde en la temporada, un exnovio de Charlie le ofrece una subvención a Ross con la condición de que rompa con Charlie. Al principio se niega, pero cuando Charlie no cree a Ross y van juntos a enfrentarse a su exnovio, éste le dice que aún la quiere y Charlie rompe con Ross para volver con su exnovio.

## Carrera
Ross obtuvo la carrera de paleontología, completando su doctorado y más tarde trabajando en el Museo de Historia Natural de Nueva York. En un episodio, Ross afirma que ha "abandonado su carrera en baloncesto" para convertirse en paleontólogo. En otro momento, él dice que ha elegido la paleontología por ser un desafío. Él piensa que hubiera sido bueno en publicidad en "The One with the Mugging", Ross afirma que él inventó la frase "Got Milk?". También afirma en tener la idea original para Jurassic Park. En la escuela secundaria, tuvo 1250 en SATs, y se dice que ha estado obsesionado con los dinosaurios desde entonces.
Ross más tarde trabajó como profesor en la Universidad de Nueva York y causa un gran revuelo entre sus colegas por salir con una de sus estudiantes, Elizabeth. Finalmente, se le da la tenencia, a pesar del hecho de que sus ensayos (incluyendo una publicación de flujo de sedimentos) son supuestamente desacreditados, olvidándose de una clase, aburriendo a sus estudiantes hasta dormir y ocasionalmente dando notas sin siquiera mirar el trabajo de los estudiantes.

## Edad y fecha de nacimiento
Dos episodios dicen que el cumpleaños de Ross es el 18 de octubre. "The One Where Emma Cries," Ross da esa fecha como su cumpleaños; también era la fecha en "The One With Five Steakes and an Eggplant". En "The One with George Stephanopoulos", cuando Joey y Chandler compran boletos para los New York Rangers para celebrar el cumpleaños de Ross el 20 de octubre, Ross dijo que su cumpleaños fue "hace seis meses". En una discusión de cumpleaños en "The One with Joey's New Girlfriend", Ross le dice a Gunther, "El mío es en diciembre..." antes de ser cortado por Gunther.
La edad de Ross no se trata siempre de forma coherente. En "The Pilot", que salió al aire en septiembre de 1994, Ross implica un año de nacimiento de 1967 o 1968 cuando él dice, "Tengo 26 años y soy divorciado." Ross y Chandler se graduaron de la universidad en 1991. Ross menciona, que él se saltó el cuarto grado en la temporada 6. En "The One with the Videotape", en la temporada 8, Ross menciona un evento (ficticio) en 1983, y nota, "¿Tenía trece años?", indicando un nacimiento en 1969 o 1970. Se describe a sí mismo con 29 años en las temporadas 3, 4 y 5. Cuando un hombre borracho se refiere a Monica como la madre de Ross en el ensayo de bodas en Londres, ella expresa su disgusto por tener "un hijo de 30 años de edad". En "The One Where they all Turn Thirty", en la temporada 7, el grupo menciona que todos están tristes juntos con 30 años y que en 10 años tendrán 40. 
La confusión de edad es un patrón general en todos los personajes, porque aunque se supone que todos tendrían 33 o 34 años al final de la serie, no tenían 23 o 24 en el comienzo de los 10 años de la serie. Esto probablemente se debe a los productores que querían que se tratase de ser una "serie sobre personas a finales de los 20", pero sin darse cuenta de que la serie se iba a hacer muy popular a nivel internacional, extendiéndose en varias temporadas.

## Hijos
Ross tiene dos hijos. El mayor, Ben, que hijo de Ross y Carol, fue concebido antes de que la serie comenzara, mientras la pareja todavía estaba casada, y nació en "The One with the Birth". Ben vive con Carol y su pareja lesbiana Susan y fue nombrado después de que el nombre estuviera en el uniforme de un conserje en ese episodio. Ben es tímido al principio, pero Rachel lo transforma en un bromista travieso. Fue interpretado por Cole Sprouse. No es visto en todas las temporadas, aunque sí se menciona. 
La hija menor de Ross (nacida en la serie) es Emma. Ella fue concebida durante un encuentro de una noche entre Ross y Rachel. Emma vive con Ross y Rachel hasta que Rachel se muda con Joey. Ella se queda allí por el resto de la serie hasta que Ross y Rachel vuelven a estar juntos en el final de la serie. Emma se llama así porque era el nombre que Mónica había pensado para su propia hija pero se lo cedió a Rachel (diciéndole que ella era más importante, y que nada pegaba con 'Bing').